# Puig d'en Mir
El Puig d'en Mir  és una muntanya de 118 metres que es troba al municipi de Saus, Camallera i Llampaies, a la comarca catalana de l'Alt Empordà.